# Rhoys Wiggins
Rhoys Barrie Wiggins (ur. 4 listopada 1987 w Uxbridge) – walijski piłkarz, występujący na pozycji obrońcy w Bournemouth.